# فرنسيسكو دي بورخا إيشيفيريا
فرنسيسكو دي بورخا إيشيفيريا هو دبلوماسي ومحامي وسياسي تشيلي، ولد في 1848، وتوفي في 1904. نشط حزبياً في Conservative Party (Chile) ‏. وقد انتخب عضو مجلس النواب التشيلي ‏.